# Bucculatrix pseudosylvella
Bucculatrix pseudosylvella är en fjärilsart som beskrevs av Hans Rebel 1941. Bucculatrix pseudosylvella ingår i släktet Bucculatrix och familjen kronmalar. Inga underarter finns listade i Catalogue of Life.